# Рамперсад, Хьюберт
Хью́берт К. Рамперса́д (нидерл. Hubert Rampersad, род. 4 октября 1957, Ньив-Никкери) — известный консультант по проблемам менеджмента, общего управления качеством и поведения работников в организации, президент INNOVATION UNIVERSITY OF SILICON VALLEY.
Хьюберт Рамперсад получил образование в Нидерландах: степень бакалавра по специальности «инженер-механик» в Политехническом институте Энсхеде, степень магистра по этой же специальности в Дельфтском технологическом университете и степень доктора менеджмента в Технологическом университете Эйндховена.
С 1997 года Рамперсад работает как международный консультант по внедрению общего управления качеством (TQM) и системы сбалансированных показателей. Он ведет курсы «Управление логистикой», «Общее управление качеством (TQM)», «Инженерный дизайн», «Стратегический менеджмент» в Роттердамской школе менеджмента. Д-р Рамперсад консультировал такие ведущие мировые компании как AMSL, Philips Electronics, Shell Oil Company, Schiphol Airport, Emerson и др. Автор предлагает концепцию универсальной системы показателей деятельности, которая расширяет известную концепцию сбалансированной системы показателей, разработанную Д.Нортоном и Р.Капланом. Согласно его идее, в компаниях должны существовать две параллельные системы показателей — организационная сбалансированная система показателей и личная сбалансированная система показателей, и важная задача менеджмента — согласовать эти системы.
Рамперсад является автором многочисленных книг и статей. Его книга «Total Performance Scorecard» («Универсальная система показателей деятельности») переведена на 20 языков, а статья «The Links Between Individual Learning, Collective Learning and Ethics» («Связь между индивидуальным обучением, групповым обучением и этикой») признана «самой выдающейся статьей по развитию методов менеджмента в 2003 году».
Доктор Рамперсад — член редакционного совета журнала «Emerald Journal Training and Management Development Methods» (Великобритания), редактор-консультант «Singapore Management Review». Кроме того, он занимается преподавательской деятельностью.